# Statuto delle studentesse e degli studenti
(Articolo 1, comma 1, D.P.R. 249/98)
Lo statuto delle studentesse e degli studenti della scuola secondaria, comunemente abbreviato in statuto degli studenti, è un regolamento governativo emanato per decreto del presidente della Repubblica che configura una sorta di documento fondamentale per gli studenti che frequentano la scuola secondaria italiana; dev'essere rispettato da ogni istituto nella stesura del proprio regolamento interno e del progetto educativo.

## Storia
Nasce dal confronto aperto dal Ministero della pubblica istruzione, su iniziativa del ministro Luigi Berlinguer, con gli studenti attraverso le varie consulte provinciali degli studenti, emanato con il decreto del Presidente della Repubblica 249 del 24 giugno 1998, n. 249.
Lo statuto è stato modificato con il DPR del 21 novembre 2007 n. 235 "Regolamento recante modifiche ed integrazioni al decreto del Presidente della Repubblica 24 giugno 1998, n. 249, concernente lo statuto delle studentesse e degli studenti della scuola secondaria". Il D.P.R. 235/07 inserisce nello statuto l'art. 5-bis con cui si introduce il patto educativo di corresponsabilità, finalizzato a definire in maniera dettagliata e condivisa diritti e doveri nel rapporto tra istituzione scolastica autonoma, studenti e famiglie e il cui obiettivo primario è quello di impegnare le famiglie, fin dal momento dell'iscrizione, a condividere con la scuola i nuclei fondanti dell'azione educativa.
Lo statuto è stato integrato da altre norme, in particolare nell’art. 1 del D.P.R. n. 235 del 2007, norma che ha integrato l’art. 4 del precedente Regolamento in materia disciplinare scolastica di cui al D.P.R. n. 249 del 1998, laddove viene disposto che “…le sanzioni e i provvedimenti che comportano allontanamento dalla comunità scolastica sono adottati dal consiglio di classe. Le sanzioni che comportano l’allontanamento superiore a quindici giorni e quelle che implicano l’esclusione dello scrutinio finale o la non ammissione all’esame di Stato conclusivo del corso di studi sono adottate dal consiglio di Istituto.”
Nell’art. 4, comma 5 del D.P.R. n. 249 del 1998 è disposto che “Le sanzioni sono sempre temporanee, proporzionate alla infrazione disciplinare e ispirate al principio di gradualità nonché, per quanto possibile, al principio della riparazione del danno. Esse tengono conto della situazione personale dello studente, della gravità del comportamento e delle conseguenze che da esso derivano”. In linea di principio, ciò presume che la sanzione irrogata allo studente sia oggettivamente sorretta da congrua motivazione, che si fonda su adeguata istruttoria, condotta dall’Autorità scolastica mediante l’audizione del ricorrente e degli studenti autori dell'atto contestato.
Rientra nelle eventuali possibilità dell'autonomia scolastica e quindi dei singoli Regolamenti di Istituto uno sforzo di tipizzazione delle mancanze disciplinari tramite la specificazione di doveri e/o divieti di comportamento e di condotta, cui ricollegare le sanzioni senza un rinvio generico allo Statuto delle studentesse e degli studenti, che di per sé non contiene fattispecie tipizzate, se non nei casi gravissimi; e  l'identificazione degli organi competenti ad irrogare le sanzioni diverse dall’allontanamento dalla comunità scolastica, già regolamentato per legge (ad es. docente, dirigente scolastico o consiglio di classe).

## Contenuto
Lo statuto consta di 6 articoli:
- Articolo 1: Vita della comunità scolastica;
- Articolo 2: Diritti;
- Articolo 3: Doveri;
- Articolo 4: Disciplina;
- Articolo 5: Impugnazioni;
- Articolo 6: Disposizioni finali.

## Funzione
Lo scopo dello statuto è quello di stabilire un sistema equilibrato di diritti basato su regole chiare e condivise. I punti salienti sono:
- diritto degli studenti alla partecipazione responsabile alla vita della scuola (art.2)
- diritto a una valutazione trasparente e tempestiva (art.2)
- disciplina del diritto di riunione e di associazione (art.2)
- dovere di un comportamento corretto e del rispetto di altre componenti della scuola (art.3)
- responsabilità di rendere accogliente l'ambiente scolastico e averne cura (art.3)
- trasparenza del sistema delle sanzioni (art.4)
- provvedimenti disciplinari con finalità educative secondo il principio della riparazione del danno (art.4)
- diritto alla difesa in caso di sanzioni disciplinari (art.4)
- la disciplina non può influire sulla valutazione del profitto (art.4)
- le sanzioni sono sempre temporanee e possono essere convertite in attività in favore della comunità scolastica (art.4)
- limiti alle sanzioni che comportano l'allontanamento dalla comunità scolastica (sospensione) (art.4)
- diritto di presentare ricorso contro i provvedimenti disciplinari ad un organo di garanzia (art.5)
- istituzione di un organo di garanzia che può dare parere vincolante sui provvedimenti disciplinari e sull'applicazione dello statuto (art.5)
- bocciatura a seguito dell'insufficienza in condotta

(art.6, dl 137/2008)